# NOSAWA論外
NOSAWA論外（ノサワろんがい、1976年12月17日 - ）は、日本の元男性プロレスラー。本名：野澤 一茂（のさわ かずしげ）。千葉県市川市出身。血液型O型。

## 経歴
高校時代はサッカー部で活躍。卒業後、屋台村プロレスでの練習生を経て1995年12月27日PWCでの将軍KYワカマツ戦でデビュー。その後、PWCを離脱しDDTプロレスリングの旗揚げに参加、CMLLジャパンでは覆面レスラーのスペル・カカオとして活動していた。
1998年、現役大学生レスラーと結婚（のちに離婚）。
1999年10月よりNOSAWAのリングネームに改め、メキシコなどでMAZADA、TAKEMURAと共に「東京愚連隊」として活躍。その後、TNAを経て全日本プロレスに参戦。新日本プロレスにも特別参戦する。
2004年10月31日、当時世界ジュニアヘビー級王者だったカズ・ハヤシにベルト挑戦を迫ったが、「NOSAWA？（挑戦者として）論外だ」と言われ断られてしまう。しかしNOSAWAはこれを逆手に取り、11月21日よりリングネームをNOSAWA論外に改名、「次の挑戦者はNOSAWA論外だ、と確かに言った」と食い下がり、ついに12月5日世界ジュニアヘビー級選手権に挑戦する。敗れはしたものの健闘し、ハヤシに「挑戦者として相応しい相手だった」と言わしめた。
2005年7月26日の代々木大会の第0試合でMAZADAとの「敗者全日本追放マッチ」に敗れて全日本プロレスからの追放が決定した。NOSAWA自身が参戦できないため、代わりに同年8月7日の入間大会以降スペース・論・ウルフなる覆面レスラーを送り込む。だが、スペース・論・ウルフについては、
- マスクに「論」の文字が刻まれていた
- 有料モバイルサイト「プロレス/格闘技DX」レスラーダイアリー木曜日の木原文人リングアナの「木原おやじの裏話」内にて、論ウルフのことを論●と呼んだ。
- その後小島聡が自身のblogにて、つい「ドライブインで菊タローと論外が…」と掲載した。
- 2005年12月1日の全日盛岡大会第1試合終了後のAKIRAがマイクで「近藤の前に論外が入ったけど…」と発言した。

などから、「NOSAWA論外本人じゃないの？」という声も多く聞かれていた。
その後、論ウルフは2005年12月5日にAKIRAとの世界ジュニアヘビー級王者次期挑戦者決定戦に敗れ、自らマスクを脱ぎ正体がNOSAWAであることが判明、論ウルフとしての活動を終了（ただし2006年2月11日の佐々木健介20周年記念興行で復活）し、再びNOSAWA論外のリングネームでの活動を開始した。
2006年6月10日の全日本プロレス武藤祭で鈴木みのるのセコンドにつき、数度にわたり追い払われるも、試合後にバックステージで謎の言葉をささやき、チーム結成を了承された。以後、東京愚連隊を含め鈴木と行動を共にしていたが、NOSAWAだけ練習をサボった、試合中に教えていない逆十字を使ったなどで、度々鈴木から折檻され酷い目に遭っていた。もっともNOSAWAも懲りずに愚行を繰り返しており、このループはファンのみならず鈴木をも楽しませていた。また、同年の世界最強タッグ決定リーグ戦で鈴木とタッグを組んだ際は成績は揮わなかったものの、最後はグロッキー状態になったNOSAWAを鈴木が背負って退場するシーンが見られるなど、少なからず師弟あるいは仲間の絆といったものも出来ていたようである。
全日本プロレスにおいては2007年2月17日の「プロレスLOVE in 両国」にて、TAKAみちのく、カズ・ハヤシらと組むことを宣言し「アッチのほうへ行く」と海外への離脱を匂わせる発言をしたが、結局はTAKA、カズと「メキシコ・アミーゴス」なるルチャドールのギミックのユニットを結成、エル・ノサワ・メンドーサなるリングネームでの活動を繰り広げた。2007年12月16日の「全日本プロレス 2007ファン感謝デー」にてルチャギミックユニット「メキシコ・アミーゴスDX」を解散した。
2008年1月2日の新春シャイニングシリーズ開幕戦で、TAKA、カズを裏切り、MAZADAと結託して「東京愚連隊」の復活を宣言した。同年4月には鈴木が合流し、「GURENTAI」と改めての活動を行っていた。2009年1月3日には鈴木のパートナーとしてアジアタッグ王座を獲得。NOSAWA曰く「日本で初のメジャータイトル奪取」であり、感無量のコメントを出していた。
2011年2月20日、後述の事件を起こし、新日本プロレスへの無期限出場停止処分を受けた。東京愚連隊の活動も無期限停止となり、4月に予定されていた自主興業の中止も発表された。
6月25日、鈴木主催の「パイルドライバー・チャリティー・プロジェクト」興業の事前発表の全試合終了後、鈴木に呼びかけられるかたちでリングに上げられ「（プロレス界で迷惑をかけた人達に）ケジメをつけろ」と要求されて、東京愚連隊の同士KIKUZAWA、全日本プロレスのユニット「GURENTAI」で、一時期行動を共にした高山善廣、そして鈴木の3人と「3人掛け」でシングルマッチを戦う（3戦とも敗北）。鈴木との試合後、鈴木がマイクを取り「コイツ、プロレス界に戻ってきてもいいか？」と観客に問いかけると、観客は拍手で答え、NOSAWAのプロレス界復帰を支持した。
2017年8月27日、全日本プロレス両国国技館大会にブラック・タイガーとしてTAKAみちのくとタッグを組み、青木篤志と佐藤光留のタッグが持つアジアタッグ王座に挑戦。佐藤のプランチャが青木に誤爆してから青木が捕まる展開となり、一進一退の後に最後は10分35秒に超高校級ラ・マヒストラルでフォール勝ち。102代王者となった。この急造タッグの活躍に、直後の専門誌には「まさかのタイトル移動劇…。アジアタッグ王座が非常に面倒くさい2人に渡ってしまった」と否定的に報道されている。
2020年にリデットエンターテイメントの執行役員に就任し、リデットエンターテイメントが新たに立ち上げた新団体GLEATにも執行役員として協力していたが、同年10月15日の興行をもって、GLEAT退団・役職辞職を発表した。平行して参戦していたプロレスリング・ノアへ主戦場を専念し、プロレス名鑑ではサイバーファイト所属と記載されている。
2022年1月8日、新日本プロレスのリングに団体対抗戦のノア代表という形で約11年ぶりに参戦。「人としてまず新日本のリングにもう1回俺が立てたっていうことは、もう本当にどうもすいませんでしたとありがとうっていう感謝しかないね。俺はもう対抗戦とか興味もないし関係ないから」と感謝を述べた。
2022年5月4日の試合をもってNOAHとの選手契約を満了したことを、翌日5日にDRAGON  GATE試合後に発表した。所属ユニット「PERROS DEL MAL DE JAPON」でオープン・ザ・トライアングルゲート王座を獲得（Eita、鈴木鼓太郎）、主戦場をDRAGON GATEに移したが、再びユニットでNOAHに乱入し以降、２団体を継続参戦している。
10月16日福岡国際センター大会での自身の試合後、翌年2023年2月21日の東京ドームで行われる「KEIJI MUTO GRAND FINAL PRO-WRESTLING "LAST" LOVE〜HOLD OUT〜」にて引退することを発表した。気持ちは続けたいとしたが、体の各所に負ったダメージからドクターストップがかかったことを明かした。
2023年2月21日、引退試合として、東京愚連隊のMAZADAと組み、外道、石森太二組と対戦した。試合はわずか4分43秒で石森のブラディークロスに沈み、そのあっけない幕切れに、会場ではどよめきが起こった。インタビューでは「本当に辞めたくはないが、プロレス界と言うより、世間の問題児にいろいろしてくれてありがとうございました」と感謝の弁を述べた。
2023年秋から、プロレスリング・ノアが新たな試みとして「MONDAY MAGIC」を開催することを決定し、大会プロデューサーに就任。
24年5月4日には両国国技館でのビックマッチ「WRESTLE MAGIC2024」を開催した。

## 事件
2010年4月には、酒の飲み過ぎで全日本プロレスの試合を無断欠場したため、全日本から無期限の出場停止処分を受けた。
2011年2月20日、試合のため訪れていた仙台市内で泥酔して乗車中のタクシーの運転手に絡み、無免許でタクシーを乗り逃げし窃盗の容疑で緊急逮捕された。このため同日出場予定だった新日本プロレスの試合を欠場することになり、新日本からも無期限出場停止処分が宣告された。
NOSAWAは翌日釈放後都内に戻り、東京スポーツの取材に対して「運転手がタクシーから離れている際に後ろの車からクラクションを鳴らされ、車を移動しなければならないと思い運転席に座って車を動かしたものの、免許が無いのでうまく動かせなかった」と釈明したが、22日に開かれた記者会見では「タクシー運転手に威嚇的な発言をしたことや、酔った状態で勝手にタクシーを動かしたのは事実」として、近日中にタクシー運転手を含めた関係者に謝罪する意向と、今後の刑事処分を待つ考えを示した。また当面、自身のプロレスラー活動及び代表を務める東京愚連隊の活動を無期限で自粛することも明らかにし、4月1日に開催予定であった東京愚連隊の独自興行も中止となった。

## タイトル歴
WRESTLE-1
- UWA世界6人タッグ王座（第48、52、58、62代）（パートナーはKAZMA SAKAMOTO、土肥孝司→近藤修司、葛西純→征矢学、タナカ岩石→MAZADA、FUJITA）

全日本プロレス
- アジアタッグ王座（第81、102、118代）（パートナーは鈴木みのる、TAKAみちのく、ケンドー・カシン）
- ジュニアタッグリーグ戦優勝（2006年）（パートナーはMAZADA）

DDTプロレスリング
- KO-D無差別級王座（第6代）
- KO-Dタッグ王座（初代）（パートナーは佐々木貴）
- DDT EXTREME級王座…第2代
- UWA世界6人タッグ王座（第39、42代）（パートナーはMAZADA、FUJITA）

アパッチプロレス軍
- WEWタッグ王座（第8代）（パートナーはMAZADA）

東京愚連隊
- 東京世界ヘビー級王座（初代）

プロレスリング・ノア
- GHCジュニアヘビー級タッグ王座（第46代）（パートナーはEita）

DRAGON GATE
- オープン・ザ・トライアングルゲート王座（第78、81代）（パートナーは、Eita＆鈴木鼓太郎）

UWA
- UWA世界タッグ王座（第10代）（パートナーはMAZADA）

CMLL
- CMLL世界ウェルター級王座（第16、18代）

IWRG
- IWRGインターコンチネンタルタッグ王座（パートナーはMAZADA）
- IWRGインターコンチネンタルトリオ王座（パートナーはMAZADA、TAKEMURA）

X-LAW
- X-LAWインターナショナル王座（初代）

JCW
- JCW世界ヘビー王座（第8代）

## 得意技
メキシコで学んだ経験を生かしながら、相手に対して惑わしたり、或いは騙したりするズル賢いプレーには特に定評がある。ジュニア戦士にしてはとても珍しく、かなり高難度の丸め込み技を見せるときもある。
超高校級ラ・マヒストラル
ネグロ・カサス直伝。
論外・オブ・ドライバー
みちのくドライバーII。開発者のTAKAとは違い、NOSAWAの場合は連発で使用することもある。
シャイニング論ザード
武藤敬司の技。
パトリオット
左右のボディーブローからの跳び膝蹴り。近藤修司との世界ジュニア王座戦の秘策として、鈴木が呼んだ特別コーチの前田吉朗から提案された。
脇固め
腕ひしぎ十字固め
ミ・ア・モール・デ・ノビア
変型の小包固め。
トラース・キック
ほめ殺し
パートナーを抱え上げダウンしている相手の上にみちのくドライバーIIを落とす。鈴木みのる20周年興行にて丸藤正道をこの技でまるで道具のように扱い、解説者に「NOAHをNOAHとも思わない。」と言われた。

## リングネーム
NOSAWAが名乗ったことがあるリングネーム
- NOSAWA
- NOSAWA論外
- 野沢一茂
- スペル・カカオ
- カズ・ノサワ
- NOSAWA"JET"論外
- エル・ノサワ・メンドーサ
- アキバビリジアン
- スペース・論・ウルフ
- パルカ・ゲレーラ
- 7代目ブラックタイガー

## 入場曲
- 「Prefiero Ser Su Amante」 - マリア・ホセ（2019年〜）

- 「Pecado Original」  - マリア・ホセ（引退試合時に使用）

## エピソード
- 菊タローによると、NOSAWA-BON-BA-YE!シリーズ等は売名行為だと堂々と話しているという。しかし、NOSAWAの人脈を駆使したマッチメイクおよび試合内容は、いずれの興行でも高い評価を受けた。
- NOSAWA GENOME 〜無茶ワールド・プロレスリング〜における一連の流れがどう見てもINOKI GENOMEのそれと一致していた。しかしNOSAWA GENOMEは本家より先（2006年11月8日）に行われ、NOSAWA対高山等、サブタイトルの通り無茶をやり通した。
- モットーは「長いものには巻かれろ」。カズや鈴木との合体はその表れと言える。
- ヘビースモーカーである。W-1の試合前のVTRでもたびたびタバコを吸う姿が見られる。
- 試合中のコスチュームは常にランニングスタイルのシャツを着用しているが（上半身の至るところにタトゥーがある）、サッカー「FC東京」のファンで、レプリカユニフォームで戦うこともある。
- プロ野球チームをつくろう!3に選手として本名で登場している。
- DDTプロレスリングの旗揚げ以前に団体名の候補として「超日本プロレス」という名前を提案していた。